# Michele II Curcuas
Michele II Curcuas, in greco Μιχαήλ Β΄ Κουρκούας?; (... – dopo il 1146), è stato un arcivescovo ortodosso bizantino, Patriarca ecumenico di Costantinopoli dal 1143 fino al 1146.
Quando all'inizio del 1143, sia il Patriarca Leone sia l'Imperatore Giovanni II Comneno morirono nell'arco di pochi mesi l'uno dall'altro, la Chiesa Bizantina entrò in un periodo di grande disordine. Quando Manuele I divenne nuovo imperatore, immediatamente indisse l'elezione di un nuovo patriarca, nella persona di Michele Curcuas, un monaco proveniente dall'isola-monastero di Oxeia. Il patriarcato di Michele II fu segnato dalla dura persecuzione messa in atto dall'imperatore nei confronti dei Bogomili, e si concluse entro breve tempo, quando lo stesso Michele II ormai disilluso dalla mancanza di potere nelle questioni politiche e religiose, decise di dimettersi. 